# Yukhym Konoplia
Ioukhym Dmytrovytch Konoplia (ukrainien : Юхим Дмитрович Конопля), né le 26 août 1999, est un footballeur ukrainien qui évolue au poste de latéral droit au Chakhtar Donetsk en première division ukrainienne.

## Carrière en club

### Chakhtar Donetsk
Né à Donetsk, Konoplia est un produit de l'académie du Chakhtar Donetsk. Il a joué avec le Chakhtar Donetsk dans l'UEFA Youth League lors des saisons 2017-18 et 2018-19.

### Desna Tchernihiv
À l'été 2019, il a été prêté au Desna Tchernihiv et a fait ses débuts dans la Premier League ukrainienne en tant que remplaçant lors d'un match à domicile remporté contre Vorskla Poltava le 3 août 2019. À la fin de la saison, son club s'est qualifié pour la Ligue Europa de l'UEFA pour la première fois de son histoire. À l'été 2020, il a accepté de prolonger son contrat d'une année supplémentaire avec le Desna Tchernihiv,. Konoplia a joué lors du premier match européen de l'histoire du club contre Wolfsburg au troisième tour de la Ligue Europa de l'UEFA lors de la saison 2020-21 au stade AOK. Le 30 septembre 2020, il a joué contre le Roukh Lviv en Coupe d'Ukraine, le club de Tchernihiv se qualifiant pour les seizièmes de finale. Le 9 mai 2021, il a marqué son premier but en équipe première contre Marioupol en Premier League ukrainienne.

### Shakhtar Donetsk

#### Saison 2021-2022
À l'été 2021, il a signé avec le Shakhtar Donetsk. Le 21 août, il a fait ses débuts pour le club contre le Tchornomorets Odessa au stade Tchornomorets. Le 22 septembre, il a remporté son premier trophée avec le club en remportant la Supercoupe d'Ukraine 2021 contre le Dynamo Kiev au stade olympique de Kiev, en entrant en jeu en tant que remplaçant à la 88e minute,. Le 3 décembre, il a marqué son premier but en Premier League ukrainienne contre Lviv.

## Carrière internationale

### Ukraine U20
Konoplia a fait partie de l'équipe nationale des moins de 20 ans de l'Ukraine qui a remporté la Coupe du Monde U-20 de la FIFA en 2019. Il a joué un rôle clé dans le succès de l'Ukraine, apparaissant dans six des sept matches et réalisant quatre passes décisives.

### Ukraine U21
Il a été sélectionné pour l'équipe nationale des moins de 21 ans de l'Ukraine, jouant cinq matchs et remportant le Tournoi commémoratif Valeri Lobanovsky en 2019. Le 8 septembre 2020, il a marqué un but contre la Finlande lors d'un match de qualification pour le Championnat d'Europe des moins de 21 ans de l'UEFA 2021,.

### Ukraine
Il a été appelé en équipe nationale ukrainienne pour un match amical contre la France et des matchs de la Ligue des Nations de l'UEFA contre l'Allemagne et l'Espagne en octobre 2020, devenant ainsi le premier joueur du Desna Tchernihiv à être appelé en équipe nationale,. Le 7 octobre, il a fait ses débuts en équipe nationale contre la France au Stade de France. Le 14 novembre, il a joué contre l'Allemagne au Red Bull Arena à Leipzig.
En mai 2024, il fait partie de la liste des 26 joueurs convoqués par Serhiy Rebrov en vue de l'Euro 2024.

## Vie personnelle
Le 9 janvier 2022, il s'est marié avec Anastassia Hladoun,,.

## Palmarès

### En sélection nationale
Ukraine -20
- Coupe du Monde FIFA U-20 : 2019